# Сям-Можгинское (сельское поселение)
Сям-Можгинское — упразднённое муниципальное образование со статусом сельского поселения в составе Увинского района Удмуртии.
Административный центр — село Сям-Можга.
Образовано в 2005 году в результате реформы местного самоуправления.
Законом Удмуртской Республики от 17.05.2021 № 48-РЗ к 30 мая 2021 года упразднено в связи с преобразованием муниципального района в муниципальный округ.

## Географические данные
Находится на востоке района, граничит:
- на востоке с Поршур-Туклинским сельским поселением
- на юге с Ува-Туклинским сельским поселением
- на юго-западе с Вавожским районом
- на западе с Сюмсинским районом
- на севере с Селтинским районом

По территории поселения протекает река Какмож.

## Население
| 2010 | 2012 | 2013 | 2014 | 2015 | 2016 | 2017 |
| ---- | ---- | ---- | ---- | ---- | ---- | ---- |
| 729  | ↘710 | ↘693 | ↘663 | ↘655 | ↗660 | ↘647 |
| 2018 | 2019 | 2020 |      |      |      |      |
| ↘620 | ↘596 | ↘586 |      |      |      |      |

## Населенные пункты
| Название  | Тип населённого пункта       | Население 2007 год | Почтовый индекс | ОКАТО       |
| --------- | ---------------------------- | ------------------ | --------------- | ----------- |
| Сям-Можга | Село, административный центр | 490                | 427257          | 94244860001 |
| Ермаково  | Деревня                      | 0                  | 427257          | 94244860003 |
| Сюровай   | Деревня                      | 289                | 427257          | 94244860002 |
| Чемошур   | Деревня                      | 113                | 427257          | 94244860004 |

## Экономика
- ООО СОП филиал «Сям-Можга».

## Объекты социальной сферы
- МОУ «Сям-Можгинская средняя общеобразовательная школа»
- МДОУ «Сям-Можгинский детский сад»
- библиотека
- 3 фельдшерско-акушерских пункта
- 2 клуба